# 西門子ES64F型電力機車
西门子ES64F型电力机车（德語：Siemens ES64F）是西門子欧洲短跑手系列家族中用于铁路重载货物运输的高性能电力机车，也可用作客运服务，其中ES为“欧洲短跑手（EuroSprinter）”的缩写，64代表机车功率为6400千瓦，F代表货运用途（Freight）。它由西门子交通和克劳斯-玛菲于1996年联合开发，然而在两家运营商德国铁路股份公司或私铁ITL铁路公司中，这款机车都几乎完全用作牵引货运列车，并被定为152型。

## 历史
作为专门用作德国联邦铁路150型电力机车退役后的替换机型，152型机车需要在第二个千禧年之际交付德国铁路使用。在1993年的招标后，克劳斯-玛菲获得了德国铁路批出的机车建设的总承包合同。西门子交通集团则负责提供电气部件。
机车终于在1995年9月开始生产。该型号的首台机车，152 001号机车是在1996年12月10日于慕尼黑阿拉赫工厂举行的阶段性推出仪式后移交德国铁路，然后进行了广泛的测试程序。至1997年下半年，再有3台机车提前交付，并完成了进一步的测试。机车是在1997年7月31日获得了德国联邦铁道部的设计审批，因此得以自1998年3月起开始批量生产。这些机车均是从慕尼黑及乌丁根的生产厂中投入运行。在1998年5月的运行图调整中，前12台机车开始被纳入定期运营。

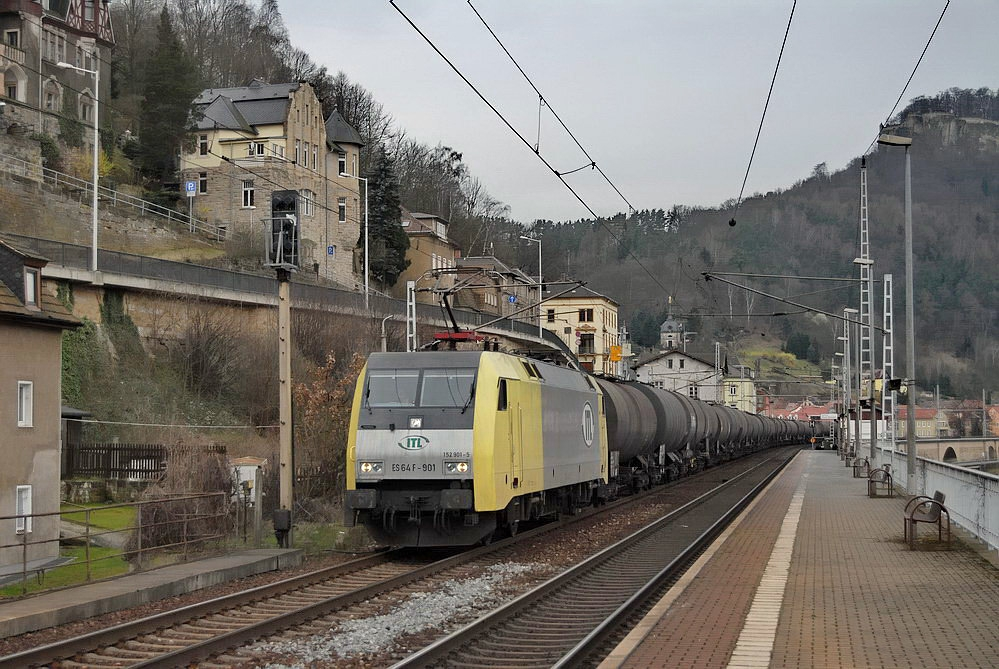
ITL铁路公司的152 901号机车

至2001年，最初订购的195台机车已有170台交付德国铁路。这些机车也曾计划在奥地利境内运营。然而奥地利当局却拒绝入境，因为机车被它们评定为轨道效力过高。为了保持在奥地利境内仍有现代化的机车可用，德国铁路将最后25台机车的订单转变为经奥地利认可、采用双电压制式的182型机车（与奥地利联邦铁路1116型机车相同）。
更多100台机车的订单选择权则在1999年8月转变为多电压制式的189型机车。
另有2台机车交付至租赁公司Dispolok，后者在当时仍为西门子所持有。它们在2005年出售至ITL铁路公司，机车名称使用ES64F-901/152 901及902，但国际铁路联盟编号则为91 80 6152 196-2 D-ITL及197-0。此外，还有同款机车交付至韩国的铁路公司韩国铁道公社，并在当地的运营中被重定为韩国铁道8200型电力机车。

## 结构
该机型是根据西门子交通集团制造的原型机ES64P型电力机车开发的。然而因为机车很显然将只用作货运用途，140公里/小时的最高速度被认为已足够了，因此可以放弃使用全弹簧的牵引电动机，并使用更简单、更廉价的鼻式悬浮传动方式。这种方式可以使现代化的感应电动机在低速运作的情况下相对更为耐磨损。
此外机车配备的其它现代化部件还包括三相异步牵引电动机和双通风轮盘制动器。一种可部分冗余执行的传动总成高应力部件则有助于提高机车的可靠性和可用性。
主变压器设于两副转向架之间的底部，每副转向架都有一组独立的电气设备，其中包括每组3个四象限整流器，直流电压中间回路和2个逆变器。这确保了传动总成的部件故障不会导致整个转向架失效，而仅仅是减少相应可用的牵引力。大功率半导体器件使用的则是水冷式的可關斷晶閘管（GTO）。电子再生制动器的在10公里/小时至140公里/小时之间的制动力为150千牛。
机车还配备有可对客运列车供电的列车电缆母线以及动力集中式列车控制系统和架桥紧急制动（使得它们也能够在重载客运服务中使用。在德国铁路将机车转配至下属的货运部门后，机车自1990年代末起已不再用作客运。
机械室与两端驾驶室通过一个中央过道相连接。车体外壁的两侧均安置有电气设备，它们包括压缩空气设备、制动设备和大量的冷却装置。所有动力总成都采用可更换的模块化设计，并以独立的形式从上方安装入车辆。总电流导线采用尽可能短的连接。控制电缆及管线安装在中央过道下方的沟槽中。控制设备及监控设备则集中在机械室的两端。

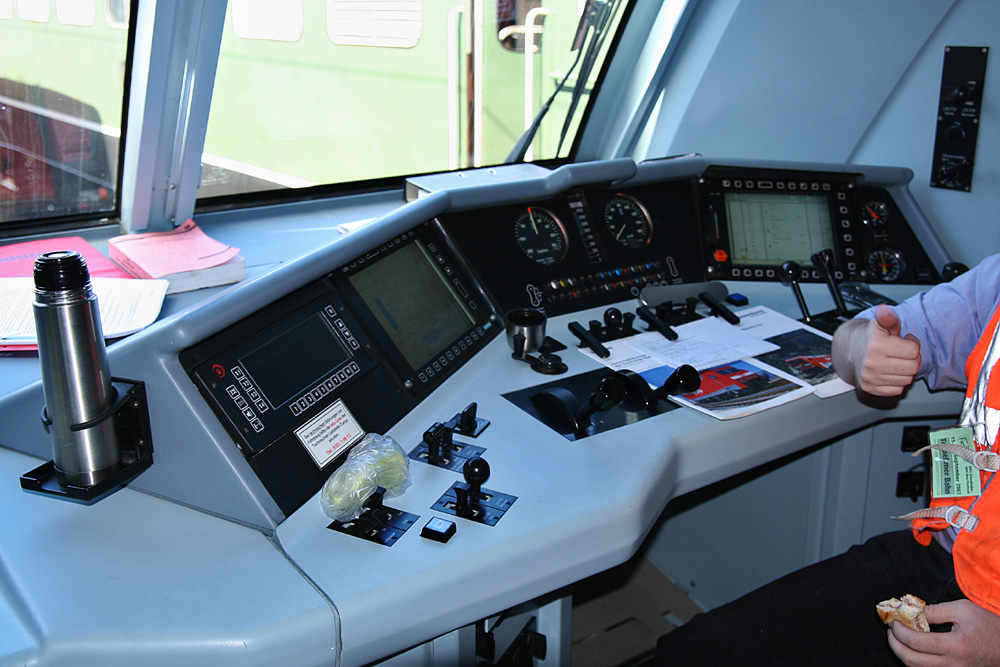
152型机车驾驶室

机车搭载了所谓的德国联邦铁路标准化驾驶室，室内均设有空调、暖气和和隔音设备，并且具有相当广阔的空间。为火车司机则提供有带加热功能的氣墊式座椅。
配置较为特殊的一台机车是152 190号机车，其前身是152 032号，并试验性的配备了IGBT作为大功率半导体器件。

## 运用
向德国铁路交付的机车当前全数配属其旗下的子公司德铁辛克铁路，并驻扎在纽伦堡编组站。这些机车均在德国全国范围内担当货运任务。